# 苗栗糖廠
苗栗糖廠為曾經存在的一座製糖工廠, 位於今苗栗縣苗栗市內蔴庄（約在苗栗地方法院現址一帶），舊稱苗栗製糖所，原屬於大日本製糖株式會社，興建於1920年，每日壓榨甘蔗量為1,000公噸。苗栗糖廠於1951年1月廢廠撤銷。現址為臺灣苗栗地方法院。
廢廠後有一部份土地為資產活化利用，已興建台糖學苑供出租居住。今日苗栗市的新東街～往東方向接新東大橋往公館鄉尖山村，即為苗26-1鄉道。新東街就是昔日的台糖762軌距五分車舊鐵道。

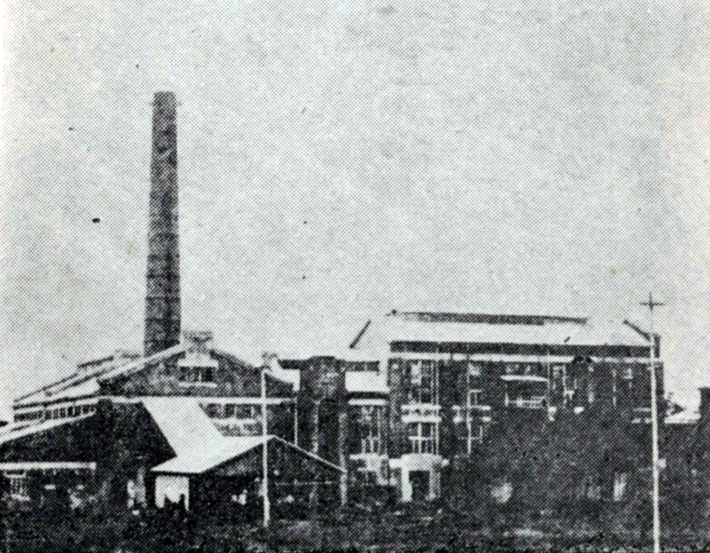
苗栗製糖所時期舊照

## 外部連結
苗栗製糖所 （页面存档备份，存于）